# Apsectrotanypus yoshimurai
Apsectrotanypus yoshimurai är en tvåvingeart som först beskrevs av Tokunaga 1937.  Apsectrotanypus yoshimurai ingår i släktet Apsectrotanypus och familjen fjädermyggor. Inga underarter finns listade i Catalogue of Life.